# Форстер, Генри, 1-й барон Форстер
Генри Уильям Форстер, 1-й барон Форстер (англ. Henry William Forster, 1st Baron Forster; 31 января 1866, Катфорд, Кент, Великобритания — 15 января 1936, Лондон, Великобритания) — британский государственный и политический деятель, седьмой генерал-губернатор Австралии с 6 октября 1920 по 8 октября 1925 года.

## Биография

### Молодые годы
Генри Уильям Форстер родился 31 января 1866 года в Саутенд-холле, в Катфорде, в графстве Кенте, в семье армейского офицера. Он получил образование в Итоне и Оксфорде. Он был первоклассным игроком в крикет, выступающим за Крикетный клуб Оксфордского университета и Гемпшира, а также в различных любительских командах. Был президентом «Marylebone Cricket Club» и увлекался яхтингом и скачками.

### Политическая карьера
В 1892 году по результатам всеобщих выборов, Форстер избрался в Палату общин. Он занимал этот место до 1918 года, когда был избран от другого избирательного округа. В 1901 году он был назначен заместителем лейтенанта Кента. С 1902 по 1905 год занимал пост лорда казначейства в консервативном правительстве премьер-министра Артура Бальфура, а с 1915 по 1919 год был финансовым секретарём военного министерства в военном коалиционном правительстве. В 1919 году он был возведён в звание пэра с титулом барон Форстер из Лепе (в графстве Саутгемптон).

### На посту генерал-губернатора Австралии
В июне 1920 года Форстеру был предложен пост генерал-губернатора Австралии, который он принял. Вскоре после этого, 28 июня 1920 года он стал Кавалером Большого креста Ордена Святого Михаила и Святого Георгия. Это был первый случай, когда правительство Австралии было искренне на консультациях о назначении генерал-губернатора. Колониальный секретарь Альфред Милнер, направил премьер-министру Уильяму Хьюзу, предложенные кандидатуры. Хьюз предпочёл Форстера, думая, что сможет контролировать. Также в расчёт была принята спортивная деятельность.
Форстер прибыл в Австралию в октябре 1920 года. Он обнаружил, что благоприятная атмосфера довоенной политики Австралии была разрушена военным временем. Националистическая партия Хьюза доминировала на политической сцене. Лейбористская партия ушла в левую оппозицию, став антиимпериалистической, пацифистской, и более социалистической.
Но Форстер не играл практически никакой важной роли в политике Австралии во время пятилетнего пребывания в должности. При нём состоялась только одна смена правительства, когда Хьюза сменил Стэнли Брюс в феврале 1923 года, и Форстер не принимал в этом никакого участия. Благодаря становлению Австралии более независимой и уверенной в своих международных отношениях страной, роль генерал-губернатора в качестве надзирателя и посредника слабела. Предшественник Форстера, Роналд Мунро-Фергюсон противился этой тенденции, но Форстер не был достаточно сильной личностью для борьбы.
В итоге роль Форстера, как у современного генерал-губернатора свелась к открытию праздников, посещению больниц, спортивных мероприятий и банкетов. В результате, он стал значительно более популярным, чем большинство его предшественников, в то же время обладая меньшим реальным влиянием, чем любой из них. Форстер и его жена Рейчел посвятили себя целям благотворительности, и провели много времени путешествуя по всем штатам и территориям страны, открывая военные мемориалы и говоря патриотические речи.
В 1925 году больница для женщин в Редферне в Сиднее, была названа именем Рэйчел Форстер (в настоящее время здание перепрофилировано). В Элвуде, в штате Виктория существует детский сад, названный в честь леди Форстер.

### Личная жизнь и смерть
В 1890 году Генри Форстер женился на Рэйчел Сесилии Дуглас-Скотт-Монтегю, дочери 1-го барона Монтегю Болье. После возвращения Форстера из Австралии они поселились близ Саутгемптона. У них было двое сыновей, Джон Форстер и Альфред Генри Форстер, оба были убиты на фронтах Первой мировой войны, и две дочери, Дороти Шарлотта Форстер и Эмили Рэйчел Форстер. В 1926 году леди Форстер стала Дамой Большого Креста Ордена Британской империи, а позже Дамой Справедливости Ордена Святого Иоанна.
Генри Уильям Форстер, 1-й барон Форстер скончался 15 января 1936 года. За неимением потомков, его титул умер вместе с ним.